# Stephanie Burns
Stephanie A. Burns (nascuda el 24 de gener de 1955 a Torrington, Wyoming) és una química de organosilici i empresària dels Estats Units, que es va desempenyorar com a Presidenta i Directora Executiva de Dow Corning des de 2003-2011. També com a presidenta honorària de la Society of Chemical Industry.

## Biografia
Burns, filla d'un professor d'anglès i història i una agent immobiliària, va néixer a Torrington, Wyoming. Es va graduar amb una llicenciatura de la Universitat Internacional de Florida a Miami i va obtenir un doctorat en química orgànica en la Universitat Estatal d'Iowa, abans de començar estudis postdoctorals en la Universitat de Montpeller a França.

## Carrera
Es va unir a Dow Corning el 1982, a França com a investigadora i especialista en química de Compost d'organosilici, que és l'estudi de composts fets de carboni i silici. Al cap de poc es va obrir pas en la gestió corporativa a Dow Corning, i en 1994 va ser nomenada directora de Salut de la Dona i va formar part de l'equip d'administració del Capítol 11. El 1997, es va mudar a Brussel·les, després d'ésser nomenada Directora de Ciència i Tecnologia per a Europa.
En tornar als Estats Units en 2000, va ser nomenada vicepresidenta executiva de la firma, i tres anys més tard es va convertir en la seva presidenta, sent la primera dona en fer-ho. Va ser presidenta i directora executiva de Dow Corning, des de febrer de 2003 fins a la seva jubilació el 31 de desembre de 2011. També va ocupar el càrrec com a Directora d'Operacions des de gener de 2004, i com a Presidenta des de gener de 2006, fins a la seva jubilació,

## Servei en consells i juntes
Burns també ha estat presidenta honorària de la Society of Chemical Industry, i presidenta de l'American Chemistry Council, i en nombroses juntes, incloses les del Michigan Molecular Institute i la Society for Women's Health Research.